# دوروثي هاميل
دوروثي ستيورت هاميل (بالإنجليزية: Dorothy Stuart Hamill) (المولودة في 26 يوليو، 1956) هي لاعبة أمريكية في رياضة التزلج الفني على الجليد. وهي بطلة دورة الألعاب الأوليمبية لعام 1976 في فردي السيدات، كما كانت بطلة العالم في عام 1976.

## النشأة
ولدت هاميل في شيكاغو، إلينوي لأبوين هما تشالمرز وكارول هاميل. بعد فترة وجيزة من ولادتها، انتقلت أسرتها إلى حي ريفرسايد في غرينتش، كونيتيكت، حيث أمضت هاميل بقية طفولتها هناك. وكان لها أخ وأخت.
بدأت هاميل في التزلج على الجليد لأول مرة في بداية عام 1965 وهي بنت ثماني سنوات، واشتركت في مجموعة لتلقي دروس التزلج مرة واحدة في الأسبوع. وقد أولت اهتمامًا شديدًا بالرياضة في الموسم التالي، وتلقت دروسًا خصوصية منتظمة واجتازت اختبار التزلج التمهيدي والأول قبل إغلاق حلبة التزلج الموسمية في شهر مارس. وتلقت تدريبها في البداية على يد أوتو جولد وجوستاف لوسي كانت فترة الجليد في منطقتها محدودة، لذا بدأت التدريب في منطقة سكاي رينك (Sky Rink) في مدينة نيويورك في نهاية الأمر، حيث كانت تمكث في المدينة مع الأصدقاء طوال الليل كلما أمكن. وفي فصل الصيف، كانت تتدرب في حلبة لايك بلاسيد، نيويورك وبعد ذلك في تورونتو مع مدربتها في هذه الفترة، سونيا دانفيلد.
حتى ربيع عام 1970، انتظمت هاميل في المدارس الحكومية في ريفرسايد، ولكن في تلك الفترة انتقلت إلى مدرسة صغيرة فيها انسيابية في عملية الإشراف على الحضور مما ساعدها في الالتزام في تدريبات التزلج على الجليد. تعلمت وتخرجت من أكاديمية ولاية كولورادو أثناء المرحلة الثانوية.

## الحياة المهنية
حققت هاميل نجاحها الأول على المستوى الوطني في عام 1969، عندما فازت بلقب أفضل ناشئة في بطولات الولايات المتحدة وهي في عمر الثانية عشر عامًا. وفي ربيع ذلك العام، دُعيت هاميل للمشاركة في الدورة الاستعراضية في ماديسون سكوير جاردن (Madison Square Garden) (المعروفة في السنوات اللاحقة باسم أبطال على الجليد) التي أجريت بعد بطولات العالم للتزلج الفني على الجليد لعام 1969. وحلت ثانية على مستوى الناشئات في بطولات عام 1970، وظهرت للمرة الأولى على مستوى الكبار عام 1971. عين لها اتحاد الولايات المتحدة للتزلج الفني على الجليد كارول فاسي (Carlo Fassi) لتدريبها عندما بدأت المنافسة على الصعيد الدولي.
كانت هاميل بطلة الولايات المتحدة من عام 1974 حتى 1976. وحلت ثالثة في بطولات العالم لعام 1974 في ميونخ، ألمانيا بعد المشاركة في التزلج الفني للمدارس والخضوع لبرنامج قصير. كان مقررًا لها بدء التزلج مباشرة بعد المتزلجة الألمانية جيرتي شانديرل (Gerti Schanderl)، التي لاقت صيحات الاستهجان في الوقت الذي كانت فيه هاميل تستعد لأداء رقصتها. وبعد أن شعرت بالاستياء، غادرت الحلبة وانخرطت في البكاء. بعد أن هدأ الجمهور، عادت مرة أخرى للتزلج وأدت بطريقة رائعة للغاية؛ وتقريبًا كانت هي الفائزة بالميدالية الذهبية، وحازت على الميدالية الفضية متقدمة على كريستين إراث (Christine Errath) من ألمانيا الشرقية.
فازت هاميل بالميدالية الفضية مرة أخرى في بطولات العالم لعام 1975 في كولورادو سبرينغس، كولورادو بعد ديان دي ليو (Dianne de Leeuw) الهولندية ومتقدمة على إراث. في عام 1976، بدلت هاميل أحذيتها للتزلج بطريقة أفضل مما فعلت في مسابقة التزلج الفني للمدارس (فقد كانت ترتدي أحذية خاصة صممتها لها كارول فاسي ولكن يبدو أن تلك الأحذية لم تكن تساعدها في جودة الأداء).[بحاجة لمصدر]
أصيبت هاميل بخيبة أمل من أدائها في عام 1976 في بطولات الولايات المتحدة، واعترفت بتفوق ليندا فراتياني (Linda Fratianne) عليها لأنها لم تتدرب بالشكل اللائق. وبعد البطولات المحلية مباشرة، غادر مدربها كارول فاسي الولايات المتحدة ليرافق أحد زملائها، وهو جون كاري (John Curry)، في بطولات أوروبا للتزلج الفني على الجليد، تاركًا هاميل دون مدرب في الوقت الذي لم يتبق سوى أسابيع قليلة على دورة الألعاب الأوليمبية. وبدأت التدريب مع بديله بيتر بيروز (Peter Burrows)، وسارت الأمور معه على ما يرام حتى إنها أصرت على اصطحابه في دورة الألعاب الأوليمبية كمدرب أساسي لها. ولكن الاتحاد الأمريكي للتزلج على الجليد (USFSA) تدخل في الأمر وعادت مرة أخرى مع فاسي لفترة تدريبية قصيرة في ألمانيا قبل دورة الألعاب الأوليمبية.
في دورة الألعاب الأوليمبية لعام 1976، حلت هاميل ثانية في التزلج ثم فازت بالبرنامجين القصير والطويل، لتحصل في النهاية على الميدالية الذهبية. قبل نزول هاميل إلى الجليد في فقرة التزلج الحُر في دورة الألعاب الأوليمبية الشتوية في إنسبروك، النمسا، انغمرت في البكاء عندما شاهدت لافتة في المدرجات ظنت خطأ أنه مكتوب عليها، «ساحرة من الغرب؟ دوروثي!» في البداية، اعتقدت أن منتقديها هم من وضعوا اللافتة وظنت أنها رسالة هجوم عليها شخصيًا. في مرحلة الحرب الباردة، اتضح أن ما يريد أن يعبر عنه صانعو اللافتة بذكاء هو معرفة من المتزلجة الغربية (هاميل أو ديان دي لوي الهولندية) التي ستهزم كريستين إراث الألمانية الشرقية وتنتزع الميدالية الذهبية منها. لذا كتبوا على اللافتة اسم دوروثي. وبمجرد أن أدركت هاميل أن اللافتة يحملها أصدقاؤها، الذين أرادوا أن يخرجوها من حالة التوتر العصبي الشديد الذي ينتابها عادة قبل المسابقات، صارت بطلة الولايات المتحدة لثلاث مرات على ما يرام.[بحاجة لمصدر] قامت هاميل بعد أن شعرت بالارتياح بالتزلج المصحوب بموسيقى من أفلام إيرول فلين (Errol Flynn)، وفازت بالميدالية الذهبية بإجماع تسعة حكام.
أمطرها الجمهور بوابل من الزهور، ساعدها في جمعها من على الجليد ثلاث فتيات. وقلدها اللورد كيلنين (Lord Killanin), رئيس اللجنة الدولية الأوليمبية، الميدالية الذهبية حول عنقها. وعلى الرغم من أنها لم ترغب في التعرف على المعتدي المزعوم، قالت هاميل أن إحدى منافساتها في التزلج ومدرب تلك المتزلجة حاولا أن يدهساها بسيارة أثناء فعاليات دورة الألعاب الأولمبية لعام 1976. وفازت أيضًا ببطولات العالم في هذا العام وانتقلت للاحترافية.
يرجع لها الفضل في تطوير حركة جديدة للتزلج على الجليد؛ وهي حركة دوران الجمل التي تحولت إلى التزلج أثناء الجلوس، والمشهورة بطريقة «جمل هاميل». وأصبحت تسريحة شعرها المتموجة التي ظهرت بها أثناء مشاركتها في الألعاب الأوليمبية موضة. صمم تمثال لدوروثي هاميل في عام 1977. وأصبحت سريعًا «محبوبة القلوب في أمريكا.»
تصدرت هاميل عروض آيس كابيدز (Ice Capades) للتزلج المسرحي على الجليد في الفترة بين 1977–1984. إذ إن دونا أتوود العجوزة (Donna Atwood)، التي كانت نجمة تلك العروض لسنوات والتي تولت في نهاية المطاف المراقبة المالية لآيس كابيدز، طلبت منها الانضمام لآيس كابيدز لتكون خليفتها والنجمة الجديدة للعروض.[بحاجة لمصدر] بعد توقف آيس كابيدز في نهاية الأمر نتيجة للمنافسة وتغير الأذواق (إذ تحولت الأنظار بصورة ملحوظة للرياضات الاحترافية مثل كرة القدم وكرة السلة)، اشترت هاميل أصول الشركة التي كانت تعاني من أزمات مالية في عام 1993، في محاولة لإحياء النجاحات التي حققتها سابقًا، ولكن انتهى الأمر ببيعها لشركة عائلة بات روبرتسون (Pat Robertson) الدولية للترفيه في عام 1995.
وفي عام 1993، أصدرت وكالة أسوشيتد برس (Associated Press) نتائج دراسة أجريت حول الرياضيين المحليين. اشتركت هاميل وفقًا للإحصائيات في الترتيب مع زميلتها البطلة الأوليمبية، ماري لو ريتون (Mary Lou Retton) كأشهر اللاعبين الرياضيين في أمريكا متفوقين على نجوم الرياضة الكبار أمثال مايكل جوردان (Michael Jordan) وماجيك جونسون (Magic Johnson) وتروي إيكمان (Troy Aikman) ودان مارينو (Dan Marino) وواين جريتزكي (Wayne Gretzky) وجو مونتانا (Joe Montana) ونولان رايان (Nolan Ryan) و800 رياضي آخر.">http://www.womenssportsfoundation.org/Content/Athletes/R/Retton-Mary-Lou.aspx نسخة محفوظة 27 مارس 2010 على موقع واي باك مشين.</ref></a>

## الحياة الشخصية
كتبت هاميل سيرتها الذاتية تحت عنوان رحلتي على الجليد وبعيدًا عنه (On and Off the Ice). تزوجت وطُلقت مرتين: من المغني والممثل دان بول مارتن (Dean Paul Martin) (من 1982 إلى 1984)، وتزوجت لاحقًا بكينيث فورسايز (Kenneth Forsythe) (من 1987 إلى 1995)، الذي أنجبت منه ابنة تسمى ألكسندرا (Alexandra). وصدرت سيرتها الذاتية الثانية حياتي مع التزلج: قصتي (A Skating Life: My Story)، من دار نشر هايبريون برس في أكتوبر عام 2007.
واصلت هاميل مشوارها في البطولات الاستعراضية، بما في ذلك دورها الرئيسي المنتظم في عروض برودواي أون أيس (Broadway on Ice). وكانت ضيفة الشرف في مهرجان براين بويتانو-باري مانيلو (Brian Boitano-Barry Manilow) للتزلج في متنزه أيه تي آند تي بارك (AT&T Park) في سان فرانسيسكو في 5 ديسمبر 2007.
في 4 يناير 2008، صرحت هاميل أنها تُعالج من سرطان الثدي. وبعد صراعها مع السرطان، حثت هاميل جمهورها على تناول الأطعمة النباتية للحد من تعرضهم لخطر الإصابة بالسرطان والأمراض الأخرى.
كانت هاميل أيضًا صديقة لمغنية البوب ولاعبة الدرامز كارين كاربنتر (Karen Carpenter). عندما توفيت كاربنتر عام 1983 إثر مضاعفات من مرض فقدان الشهية العصبي، حضرت هاميل جنازتها في 8 فبراير 1983.
ع
شاركت هاميل كمدربة في بطولة العالم للناشئين عام 2008، وحصدت الميدالية الفضية مرتين في بطولة الولايات المتحدة مع راشيل فلات (Rachael Flatt). وتعد فلات، التي شاركت في منافسات الألعاب الأوليمبية الشتوية 2010، إحدى عضوات نادي برودمور للتزلج (Broadmoor Skating Club) وكانت تتلقى تدريبها في ورلد آرينا وآيس هول (World Arena and Ice Hall) في كولورادو سبرينغس، كولورادو، وهو نفس المكان الذي تدربت فيه هاميل قبل الحصول على ميداليتها الذهبية الأوليمبية.
وفي أثناء لقاء تليفزيوني مع آل ميتشلز (Al Michaels) من قناة إن بي سي (NBC) في 23 فبراير 2010، صرحت هاميل بزواجها مرة أخرى. وكان زوج هاميل في هذه المرة هو المحامي جون ماكويل (John MacColl).">http://www.nypost.com/p/news/local/hamill_biz_on_thin_ice_R24yfD4rgElSuSMkRbC1PP</ref></a>

## أبرز المنافسات
| الحدث                           | 1968–69         | 1969–70           | 1970–71       | 1971–72       | 1972–73       | 1973–74       | 1974–75       | 1975–76      |
| ------------------------------- | --------------- | ----------------- | ------------- | ------------- | ------------- | ------------- | ------------- | ------------ |
| دورة الألعاب الأوليمبية الشتوية |                 |                   |               |               |               |               |               | المركز الأول |
| بطولات العالم                   |                 |                   |               | المركز السابع | المركز الرابع | المركز الثاني | المركز الثاني | المركز الأول |
| بطولات الولايات المتحدة         | المركز الأول إن | المركز الثاني جيه | المركز الخامس | المركز الرابع | المركز الثاني | المركز الأول  | المركز الأول  | المركز الأول |
| كأس نيبيلهورن                   |                 |                   |               | المركز الأول  |               |               |               |              |
| سانت جيرفيه                     |                 |                   |               | المركز الأول  |               |               |               |              |
| كأس ريتشموند                    |                 |                   |               |               | المركز الأول  |               |               |              |

## سجل البطولات والإنجازات

### كهاوية
- بطلة دورة الألعاب الأوليمبية (1976)
- بطلة العالم (1976)
- بطلة بطولة الولايات المتحدة المحلية ثلاث مرات (1974–1976)
- ابتكرت أسلوب جمل هاميل, وهي حركة دوران الجمل التي تتبع بدوران في وضع الجلوس

### الحياة الاحترافية
- بطلة العالم للمحترفين (1983–1987)

### الجوائز
- حازت على الجائزة الأمريكية لطلبة الجامعات التي تمنحها منظمة الكشافة الأمريكية (Boy Scouts of America)
- فازت بـ جائزة داي تايم إيمي (Daytime Emmy Award) – الأداء الشخصي المتميز في الفنون المسرحية – تمثيل مسرحية روميو وجوليت (Romeo and Juliet) على الجليد (1983)
- أدرج اسمها في قاعة مشاهير التزلج الفني على الجليد في الولايات المتحدة الأمريكية (1991)
- جائزة اللوحة الذهبية من أكاديمية الإنجازات (1996)
- أُدرج اسمها في قاعة المشاهير العالميين للتزلج على الجليد (2000)
- أطلق اسمها على [<a href="http://www.greenwichct.org/parksandrec/prskating.asp">http://www.greenwichct.org/parksandrec/prskating.asp نسخة محفوظة 4 ديسمبر 2011 على موقع واي باك مشين.</a> حلبة دوروثي هاميل للتزلج الفني على الجليد] في مسقط رأسها بمدينة غرينتش، كونيتيكت تكريمًا لها.

## وصلات خارجية
- دوروثي هاميل على موقع اللجنة الأولمبية الدولية (الإنجليزية)
- دوروثي هاميل على موقع أوليمبيديا (الإنجليزية)
- دوروثي هاميل على موقع IMDb (الإنجليزية)
- دوروثي هاميل على موقع الموسوعة البريطانية (الإنجليزية)
- دوروثي هاميل على موقع إن إن دي بي (الإنجليزية)
- دوروثي هاميل على موقع قاعدة بيانات الفيلم (الإنجليزية)
- [<a href="http://espn.go.com/classic/s/add_hamill_dorothy.html">http://espn.go.com/classic/s/add_hamill_dorothy.html</a> ESPN Classics] – Dorothy Hamill's win in Innsbruck plus trivia

قالب:Connecticut Women's Hall of Fame